# Dominik Mandić
Dominik Mandić (Lise (Široki Brijeg), 1889. december 2. – Chicago, 1973, augusztus 23.), horvát történész, egyháztörténész, politikus, ferences szerzetes. Történelmi tárgyú könyvei nélkülözhetetlen irodalmat jelentenek a horvát nép és Bosznia-Hercegovina történelmében.

## Élete
A hercegovinai Široki Brijeg melletti Lise nevű falucskában született. Elemi és középiskolai tanulmányait Široki Brijegben végezte, ahol a híres ferences középiskolába járt, de az utolsó két évet Mostarban végezte és ott érettségizett. 1906-ban belépett a ferences rendbe, majd 1912-ben szentelték pappá. A mostari Ferences Teológiai Szemináriumban tanult, majd a svájci Fribourgban folytatta tanulmányait, ahol 1921-ben teológiai doktorátust szerzett. Hazájába visszatérve hittanár, majd 1939-ig a široki brijegi gimnázium igazgatója lett. Hercegovina Ferences Tartománya őt választotta meg vezetőjének, mely tisztséget 1928 és 1934 között töltötte be. A Szerb-Horvát-Szlovén Királyságban Mandić a jugoszlávbarát Horvát Néppárt (HPS) tagja és támogatója volt. Azonban Hercegovinában akkoriban a meghatározó politikai párt Stjepan Radić Horvát Parasztpártja (HSS) volt. A hercegovinai ferencesek többsége a HSS-t, míg a kisebbség a HPS-t támogatta. Az 1927-es általános választások során a HPS csak egy mandátumot szerzett Stjepan Barić révén. Stjepan Radić és a HSS vezetőinek meggyilkolása a belgrádi Nemzetgyűlésben, valamint az, hogy Barić a merénylet után Anton Korošec belgrádi kormányát támogatta, a HPS felbomlásához vezetett. Mandić a HPS többi tagjával ellentétben támogatta Barić kormányban maradását, amiért I. Sándor jugoszláv király a Szent Száva Lovagrend 2. osztályával tüntette ki. A merénylet politikai válsághoz vezetett, ezért Sándor király 1929. január 6-án diktatúrát vezetett be. Mandić többször is támogatta Sándort, aki ezúttal a Jugoszláv Koronarend 4. osztályával tüntette ki. Az 1930-as években Mandić azon rangidős ferencesek közé tartozott, akik az egységes Jugoszlávia eszméjét támogatták, míg a fiatalabbak a horvát függetlenség hívei lettek. A most Vladko Maček vezette HSS szintén jugoszlávbarát lett, de támogatta a horvát autonómiát, melynek Mandic határozott támogatója lett.
1939-ben Mandićot a szláv országok összes ferences tartományának képviselője és a rend főközgazdászaként kinevezték a ferences rend római központi irányító testületének tagjává. Így Rómában volt, amikor 1941 áprilisában Németország megtámadta hazáját. Közvetlenül Jugoszlávia 1941. áprilisi német inváziója után, majd a jugoszláv kormány londoni száműzetésben való távozása után Mandic svájci kapcsolatai révén kapcsolatot létesített Londonnal, és együttműködésre lépett a brit titkosszolgálattal, melyen keresztül jugoszláv partizánokat is segítette. A szerbeknek és szlovéneknek a Független Horvát Államban (NDH) történő deportálásáról szóló pletykák hallatán megpróbálta befolyásolni a Független Horvát Állam kormányát, hogy állítsa le a deportálásokat, és akadályozza meg a papok részvételét az ilyen cselekményekben. Az NDH diplomáciai képviseletével kapcsolata azonban hűvös volt, és a diplomáciai képviselet által szervezett, NDH az megalakulásának évfordulói rendezett ünnepségeken soha nem vett részt. Mandic továbbra is Jugoszláviában látta a megoldást a horvát kérdésre, és ellenezte az NDH usztasa kormányát. Ennek ellenére valószínűleg a Vatikáni Bank számláin keresztül megszervezte az usztasa pénzek tisztára mosását, amelyekhez hozzáfért. Az usztasák rendelkezésére bocsátotta a ferences nyomdákat, amelyek hamis személyazonossági igazolványokat nyomtattak a háborús bűnösöknek, hogy a holokauszt után ennek segítségével elkerüljék az igazságszolgáltatást.
A háború után 1951-ig Rómában a ferences rendi káptalan általános definitora, majd az Egyesült Államokban a Hercegovinai Ferences Komisszariátus vizitátora volt. Haláláig Chicagóban a Szent Antal-kolostorban élt. A Horvát Néppárt egyik társalapítója és az Észak-Amerikai Horvát Papok Szövetségének elnöke volt. Jugoszlávia háború utáni berendezkedésével szembeni kritikus hozzáállása miatt Horvátországban csak az 1990-es évek elején jelentek meg művei. Foglalkozott Bosznia-Hercegovina történetével, a boszniai ferencesek és a horvátok történetével.

## Történészi munkássága
Mandic történészi életművének nagy része külföldön, elsősorban az Egyesült Államokban keletkezett. Mandić régimódi történész volt, így inkább történetírónak lehetne nevezni. Repertoárjában nem szerepelt a modern multidiszciplináris megközelítés (régészet, művészettörténet, paleográfia, történeti nyelvészet, demográfiai és gazdasági irányzatok, kulturális kutatások), így munkássága Vjekoslav Klaićhoz, vagy Ferdo Šišićhez hasonlóan a régebbi horvát történetírás kategóriájába tartozik. Kritikátlan megközelítései olyan kétértelmű régebbi forrásokhoz, mint Constantinus Porphyrogenitus „De Administrando Imperio”, „A dukljai pap krónikája”, vagy a „Pacta conventa” olyan problematikus szövegek, melyek életműve egy részét elavulttá vagy megbízhatatlanná tették. Az 1960-as években éles szakmai vitái voltak Nada Klaić-csal.

## Művei
- Crvena Hrvatska u svijetlu povjesnih izvora (1957)
- Bosna i Hercegovina: povjesno-kritička istraživanja (I–III, 1960–62),
- Franjevačka Bosna (1968),
- Hrvati i Srbi dva stara različita naroda (1971., 1990),
- Rasprave i prilozi iz stare hrvatske povijesti (1963., 2009).

## Fordítás
- Ez a szócikk részben vagy egészben  a   Dominik Mandić című angol Wikipédia-szócikk ezen változatának fordításán alapul.  Az eredeti cikk szerkesztőit annak laptörténete sorolja fel. Ez a jelzés csupán a megfogalmazás eredetét és a szerzői jogokat jelzi, nem szolgál a cikkben szereplő információk forrásmegjelöléseként.
- Ez a szócikk részben vagy egészben  a   Dominik Mandić című horvát Wikipédia-szócikk ezen változatának fordításán alapul.  Az eredeti cikk szerkesztőit annak laptörténete sorolja fel. Ez a jelzés csupán a megfogalmazás eredetét és a szerzői jogokat jelzi, nem szolgál a cikkben szereplő információk forrásmegjelöléseként.
- Ez a szócikk részben vagy egészben  a   Dominik Mandić című bosnyák Wikipédia-szócikk ezen változatának fordításán alapul.  Az eredeti cikk szerkesztőit annak laptörténete sorolja fel. Ez a jelzés csupán a megfogalmazás eredetét és a szerzői jogokat jelzi, nem szolgál a cikkben szereplő információk forrásmegjelöléseként.